# Haus Stern

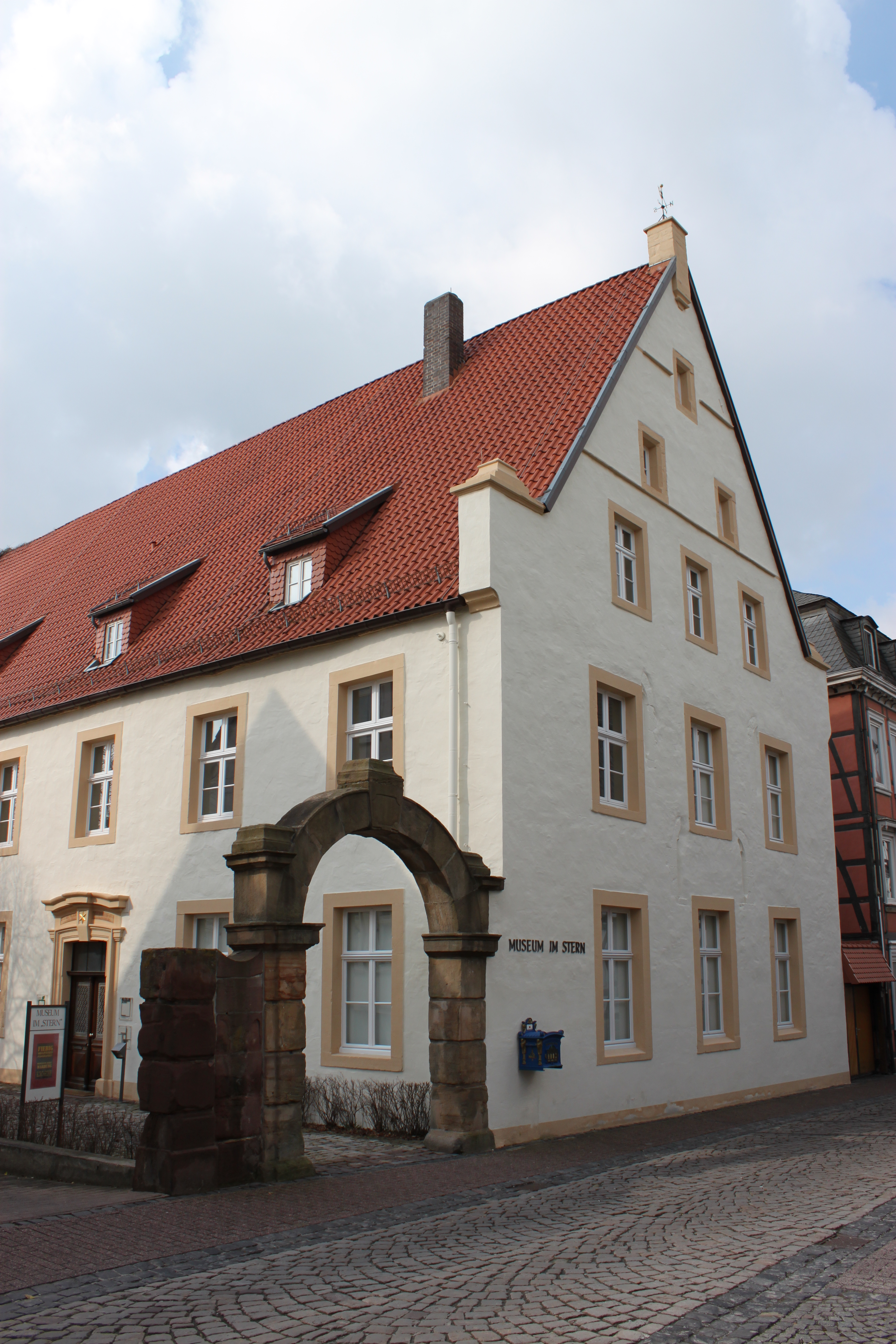
Der Stern 2010

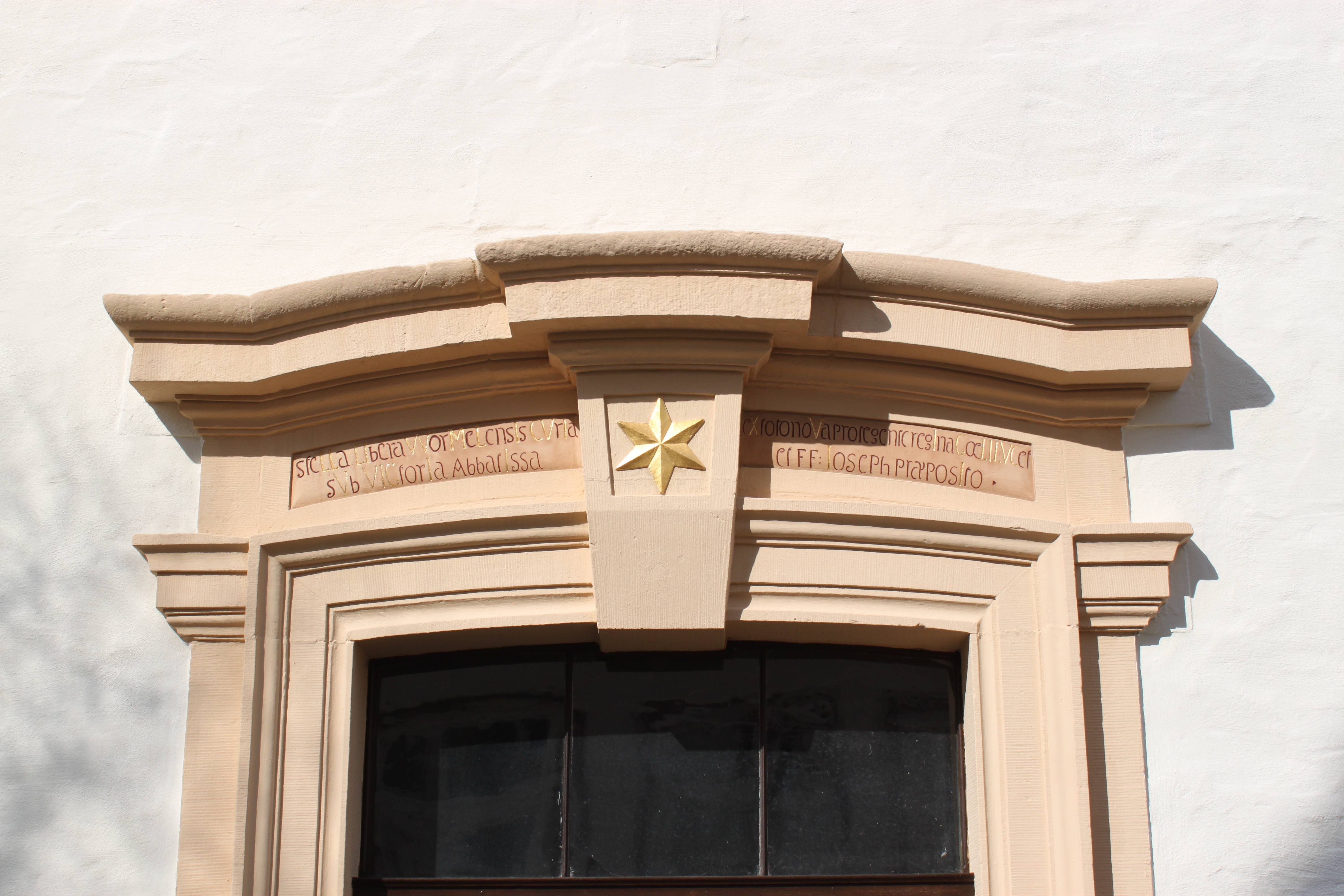
Inschrift mit Chronogramm über dem Portal

Das Haus Stern (stella curia) ist ein 1340 erbauter mittelalterlicher Adelshof in Warburg, Sternstraße 35. Es wird heute als städtisches Museum (Museum im Stern) und Stadtarchiv genutzt.

## Geschichte
Das Gebäude wurde 1339–1340 als massives Steinhaus erbaut und ist in seinen wesentlichen Teilen (Außenmauern, Decken und Dachstuhl) original erhalten. Ursprünglich beinhaltete es zur Sternstraße hin eine hohe Wirtschaftdeele mit einem niedrigen Speichergeschoss darüber. Die Beheizung erfolgte durch ein offenes Feuer, der Rauch zog durch einen hölzernen Kamin ab. Der rückwärtige Teil beinhaltete zwei übereinander liegende Säle, die mit Wandkaminen beheizt wurden.
Im Mittelalter war das Haus Wohn- und Wirtschaftsgebäude verschiedener Adelsfamilien (zunächst von der Windelen, ab 1460 von Calenberg, ab 1628 von und zu Niehausen) und Bürger (ab 1708 Böttrich, ab 1741 Thonnienhaus).
1748 kam es in das Eigentum des Klosters Wormeln und wurde 1755 (Chronogramm über dem Eingang) im Barockstil umgestaltet. Während des Siebenjährigen Krieges war das Haus bevorzugtes Quartier der beiderseitigen Generalität und beherbergte u. a. den französischen Generalmarschall Herzog Victor-François de Broglie, den englischen General John Manners, Marquess of Granby, den preußischen Generalfeldmarschall Prinz Moritz von Anhalt-Dessau, den hessischen Generalleutnant Eitel von und zu Gilsa und nach der Schlacht bei Warburg den Generalfeldmarschall Herzog Ferdinand von Braunschweig-Wolfenbüttel.
1787 verkaufte das Kloster Wormeln, vertreten durch ihre Äbtissin, Humbelina Rosenmeyer, den Stern an ihren Onkel, den damaligen Warburger Bürgermeister Balthasar Philipp Rosenmeyer, von dem es im Erbgang an die Familie Blome kam. 1880 bis 1884 befand sich unter Landrat Karl von Delius das Landratsamt des Kreises Warburg im Gebäude.
1920 erwarb es die Stadt Warburg und vermietete es zunächst als Finanzamt und den Sanitätsrat Dr. Arnold Levy, der dort bis zu seinem Tode 1934 eine Arztpraxis hatte. Nach Auszug des Finanzamtes 1958 wurde der Kassenraum übergangshalber durch Gütersloher Textilunternehmen Vossen zur Fabrikation von Handtüchern und Bademänteln genutzt, bevor das Zweigwerk am oberen Hilgenstock fertiggestellt wurde. Ferner richtete die Stadt dort das Stadtarchiv und Verwaltungsräume ein.
1968 entstand im Erdgeschoss ein kleines Heimatmuseum. 1988 wurde das Dachgeschoss als Ausstellungs- und Vortragsraum ausgebaut und das gesamte Gebäude für die alleinige Nutzung als Museum und Stadtarchiv modernisiert.
Die Sternstraße wurde nach dem Haus benannt.